# Centroscyllium granulatum
Il pescecane granulato (Centroscyllium granulatum) è una piccolissima specie di squalo poco conosciuta della famiglia degli Etmopteridi.

## Distribuzione
Per quanto ne sappiamo oggi, il pescecane granulato vive soltanto nelle acque al largo del Cile. L'olotipo, catturato nel corso della spedizione dell'HMS Challenger, venne pescato a 52°45,5' S, 73°46'W nella zona nord-occidentale dello Stretto di Magellano. La località tipo che venne registrata, però, è Stanley, nelle Isole Falkland, dal momento che la Challenger sostò proprio in quel porto dopo aver pattugliato il Pacifico. Sebbene Compagno (1984) riporti che la specie sia presente al largo delle Falkland, attualmente non viene più registrata in quella località e l'areale sembra ristretto solamente alle acque cilene.

## Descrizione
Il pescecane granulato è privo di pinna anale; presenta due spine sul dorso (la seconda molto più grande della prima), una seconda pinna dorsale grande, un addome lungo, pinne pettorali e pelviche piccole, occhi grandi, narici e spiracoli prominenti e una colorazione nero-brunastra. È molto piccolo: misura al massimo solo 28 centimetri.

## Biologia
Non sappiamo quasi nulla sulla biologia di questa specie. Alcuni esemplari sono stati catturati attorno a 450 metri di profondità.